# ひめくり (曲)
「ひめくり」は、佐土原かおりの1枚目のシングル。2012年7月4日に日本コロムビアから発売された。

## 概要
声優、佐土原かおりのデビューシングル。表題曲「ひめくり」、およびカップリングの「もっともっともっと」は、テレビアニメ『うぽって!!』のエンディングテーマとOAD『うぽって!!』の挿入歌にそれぞれ起用された。販売形態は初回限定盤と通常盤の2種リリースで、前者には表題曲のPV・メイキング・インタビュー映像を収めたDVDが同梱されている。ジャケットイラストは初回限定盤と通常盤で異なっており、前者は傘を持ったみさとの後ろにふんこ、いちろく、しぐ、みさとがしがみついている様子が、後者は4人共上半身裸の状態で弧を描き、しぐが半分目を閉じた状態で、残りの3人が目を閉じている様子が描かれている。

## 収録曲
1. ひめくり [4:40]
作詞：三浦誠司、作曲・編曲：森空青
テレビアニメ『うぽって!!』エンディングテーマ
ひめくりをテーマとした、軽快でノスタルジーな[1]バラードソング[2]。曲中では監督の加戸誉夫のリクエストでマーチングドラムが取り入れられている他、収録日に突然曲調を変えるなどの試みが行われた[3]。
2. もっともっともっと [4:20]
作詞：辻純更、作曲：合渡恵子、編曲：マルヤマテツオ
OAD『うぽって!!』挿入歌
3. ひめくり（オリジナル・カラオケ）
4. もっともっともっと（オリジナル・カラオケ）

DVD（初回限定盤のみ）
1. ひめくり（PV）
2. 佐土原かおり 撮影メイキング その1
3. 佐土原かおり インタビュー その1
4. 佐土原かおり 撮影メイキング その2
5. 佐土原かおり インタビュー その2